# أنتون كانيبولوتسكي
أنتون كانيبولوتسكي (بالأوكرانية: Каніболоцький Антон Олегович)‏ (16 مايو 1988 بكييف في أوكرانيا - ) هو لاعب كرة قدم أوكراني في مركز حراسة المرمى. شارك مع منتخب أوكرانيا تحت 21 سنة لكرة القدم. أما مع النوادي، فقد لعب مع نادي دنيبرو دنيبروبتروفسك ونادي شاختار دونيتسك وكريفباس كريفي ريه ‏.

## وصلات خارجية
- أنتون كانيبولوتسكي على موقع الاتحاد الأوربي (الإنجليزية)
- أنتون كانيبولوتسكي على موقع اتحاد أوكرانيا (الإنجليزية)
- أنتون كانيبولوتسكي على موقع قاعدة بيانات كرة القدم.إي يو (الإنجليزية)
- أنتون كانيبولوتسكي على موقع Soccerway.com (الإنجليزية)
- أنتون كانيبولوتسكي على موقع عالم كرة القدم.نت (الإنجليزية)
- أنتون كانيبولوتسكي على موقع AS.com (الإسبانية)